# Federico Guella
Federico Guella (Bezzecca, 27 novembre 1893 – Rovereto, 28 dicembre 1915) è stato un militare italiano, irredentista e pluridecorato ufficiale combattente della prima guerra mondiale.

## Biografia

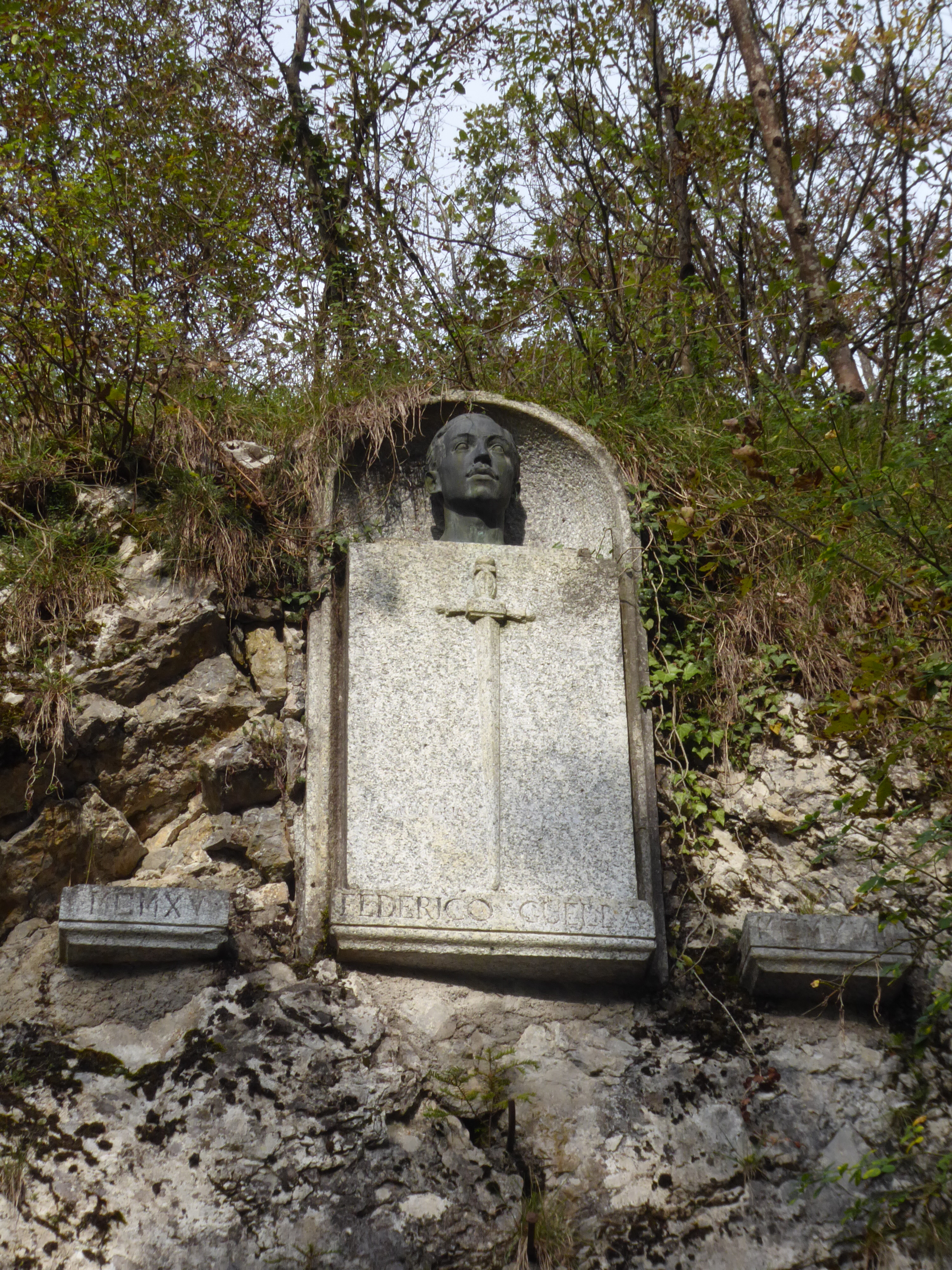
Monumento a Guella sul colle di Santo Stefano a Bezzecca

Nacque a Bezzecca, allora sotto il dominio Austro-ungarico, il 27 novembre 1893, figlio di Luigi, medico condotto del paese ed ex deputato alla Dieta di Innsbruck, e di Elvira Bertolasi. Iniziò i suoi studi presso il ginnasio di Trento e li proseguì all'Imperial Regio Ginnasio di Rovereto. Ancora studente, quando l'Impero austro-ungarico dichiarò guerra al Regno di Serbia il 28 agosto 1914, non volendo essere arruolato nell'Imperiale e regio esercito al compimento del 21 anno di età, nell’ottobre dello stesso anno attraversò illegalmente il confine venendo poi arrestato. Una volta liberato entrò in contatto con la Commissione dell’emigrazione trentina, che aveva sede a Milano, diretta da Cesare Battisti e Guido Larcher, prendendo quindi residenza a Padova. Iscrittosi alla facoltà di medicina della locale università, si arruolò nel Battaglione volontari "San Giusto", composta da studenti e professionisti, partecipando a numerose manifestazioni a favore dell’entrata in guerra dell’Italia.
All'atto dell’entrata in guerra dell'Italia, avvenuta il 24 maggio 1915, si arruolò volontario nel Regio Esercito, assegnato al 58º Reggimento fanteria della Brigata "Abruzzi". Frequentato il corso per ufficiali di complemento, l'8 luglio fu nominato sottotenente ed assegnato al 72º Reggimento fanteria della Brigata "Puglie", di stanza a Mantova. Divenuto istruttore, all’inizio del mese di settembre il suo reparto fu mandato nelle retrovie del fronte, e il 18 dello stesso mese entrò in servizio nella 12ª Compagnia del III Battaglione, 114º Reggimento fanteria della Brigata "Mantova" operante in Val Lagarina. Dimostrò ben presto doti di coraggio e comando tanto da essere decorato con una Medaglia di bronzo al valor militare durante la conquista di Costa Violina di Rovereto. Impegnato con la sua unità nel dicembre 1915 sempre in Vallagarina, guidò il 25 dello stesso mese l'assalto alla importante postazione nemica di Castel Dante, dove sorge oggi l'omonimo sacrario, nei pressi di Rovereto, che fu conquistata. Difese la posizione dal tentativo di riconquista nemica il giorno successivo, e poi il 28 dicembre, durante un attacco nemico con supposto dell'artiglieria, perse la vita in un contrattacco alla baionetta.
Per questa azione fu inizialmente decorato con la Medaglia d'argento al valor militare alla memoria, che con Regio Decreto del 2 ottobre 1922 fu trasformata in Medaglia d'oro.
Nel primo dopo guerra, l'amministrazione del Regio Esercito ricordò la figura dell'eroico ufficiale dedicandogli una caserma di Gorizia, divenuta prima, sede del comando della Brigata meccanizzata "Gorizia" e della Brigata cavalleria "Pozzuolo del Friuli", poi.  A Federico Guella è stata dedicata anche la caserma del 7º Reggimento carabinieri "Trentino-Alto Adige" con sede a Laives.

### Annotazioni
1. ↑  Giunto a Salò si presentò alle autorità italiane che lo arrestarono per aver oltrepassato illegalmente il confine di stato.
2. ↑  Si trattava di una formazione paramilitare.
3. ↑  Era giunto in linea con la sua compagnia nonostante il fatto di avere un piede congelato, e insieme ad altri ufficiali lavorò alla costruzione degli apprestamenti difensivi in vista dell’imminente contrattacco nemico.
4. ↑  Tale medaglia fu consegnata alla madre dal tenente generale Ambrogio Clerici durante una apposita cerimonia tenutasi a Bezzecca il 23 luglio 1923.

### Fonti
1. 1 2 3 4 5 6 7  UNUCI n.1/2, gennaio-marzo 2016, p. 14.
2. 1 2 3 4 5 6 7 8  http://www.treccani.it/enciclopedia/federico-guella_(Dizionario-Biografico)
3. ↑  Quinto Antonelli, Diego Leoni e Fabrizio Rasera, La città mondo: Rovereto 1914-1918, Osiride, Rovereto, 1998.
4. 1 2  Diego Kuzmin, La "Guella" prima che caserma fu un lussuoso albergo, in Il Piccolo, Trieste, 24 febbraio 2013.

### Periodici
- Federico Guella, in UNUCI, n. 1/2, Roma, Unione Nazionale Ufficiali in Congedo d’Italia, gennaio-marzo 2016,  p. 14.